# 1201
سنة 1201 كانت سنة بسيطة تبدأ يوم الإثنين (الرابط يظهر نموذج التقويم الكامل للسنة) من التقويم اليولياني.

## مواليد
- نصير الدين الطوسي.
- دانيال ملك غاليسيا.
- روبيرت دي سوربون.
- فرناندو الثالث ملك قشتالة.
- قيس بن منصور الداديخي.

## وفيات
- عماد الدين الأصفهاني.
- أبو الفرج بن الجوزي.
- بهاء الدين قراقوش.
- بوهمند الثالث أمير أنطاكية.